# Clípeo (escudo)

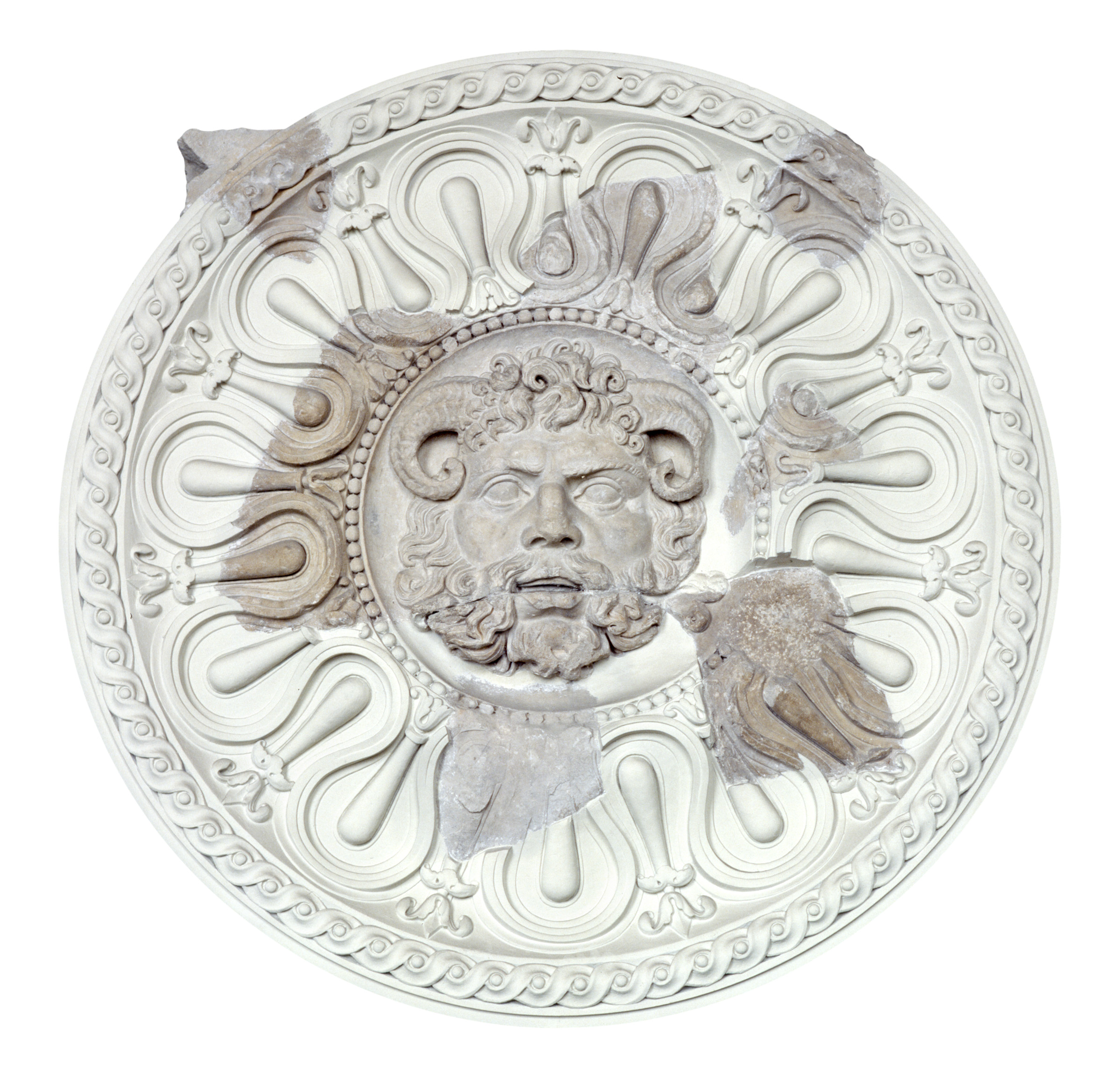
Clípeo com efígie de Júpiter-Amon encontrado no recinto sagrado de Tarraco. Atualmente no Museu de Tarragona

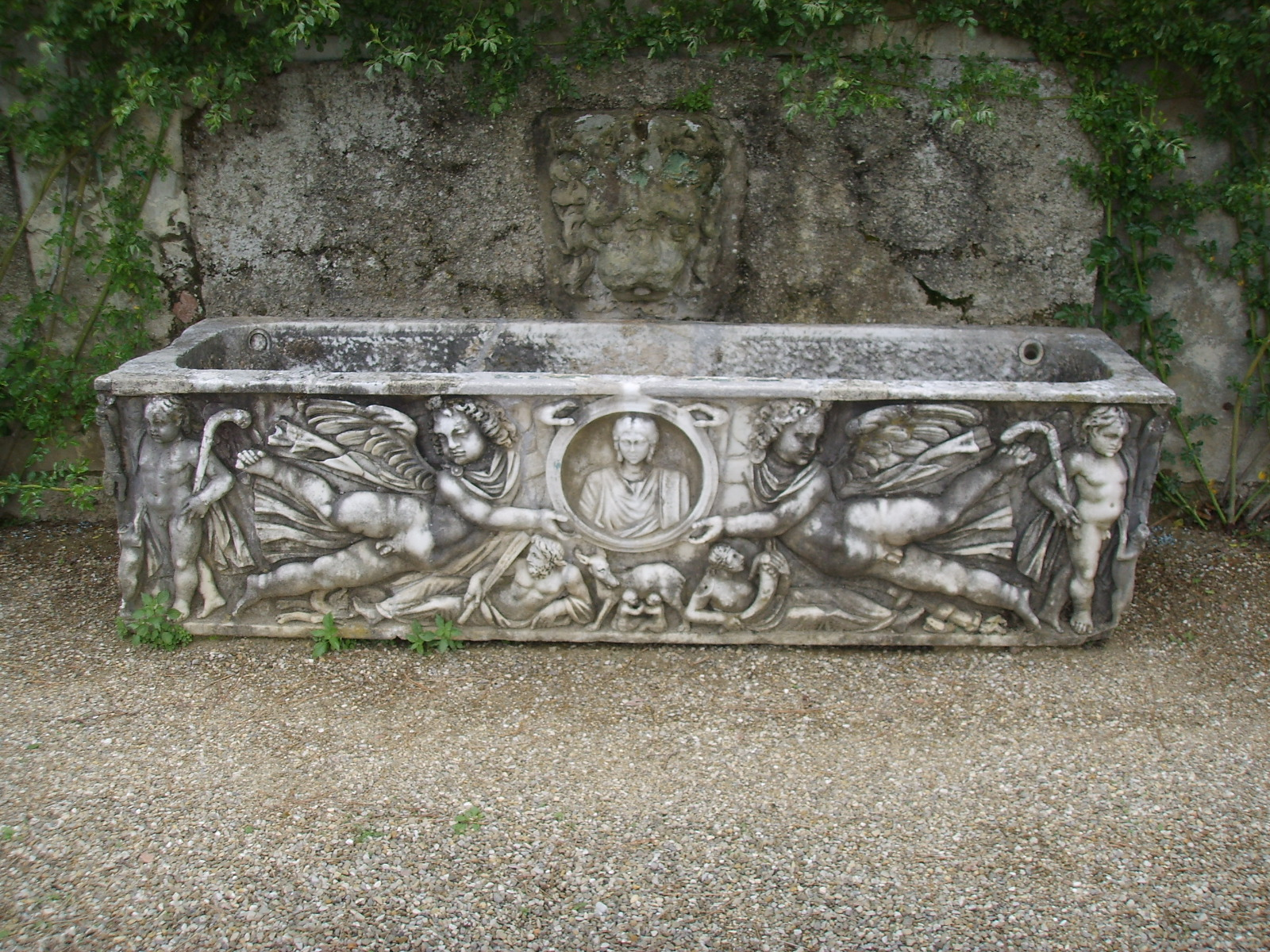
Imagem em clípeo num sarcófago localizado na Villa la Pietra, próximo de Florença

Clípeo (em latim: Clipeus), na Roma Antiga, era um termo utilizado para descrever um grande escudo de formato originalmente circular que era utilizado pelos infantes romanos e que conceitualmente equivalia ao áspide (em grego: ἀσπίς; romaniz.: aspís) grego. Com o tempo, contudo, o termo clípeo adquiriu um sentido artístico e também passou a detonar retratos inscritos em espaços circulares, as imagens em clípeo (imagines clipeatae).

## Escudo
O primeiro tipo de escudo utilizado pelos combatentes romanos era do tipo argivo, como relatado por Plutarco. Ele chamava-se clípeo e foi instituído ainda durante o reinado de Rômulo, possuindo um forma arredondada. Desde o censo ocorrido no reinado de Sérvio Túlio, os romanos mais ricos lutaram utilizando o clípeo de madeira coberto com couro de touro ou bronze, enquanto os demais soldados utilizavam um escudo plano e oval feito de tábuas de madeira cobertas com couro, o ancestral do escudo dos infantes republicanos e imperiais. O clípeo, por sua vez, teria seu uso descontinuado pela adoção do escudo sabino, provavelmente pelo final do século V a.C., quando os soldados passaram a receber salário.
Os clípeos, tal como os áspides gregos, era decorados, havendo exemplos de escudos nos quais Vitória é representada escrevendo sobre um clípeo o nome ou méritos de algum herói morto. Segundo Vegécio, cada soldado romano tinha seu próprio nome inscrito sobre seu escudo, de modo que ele podia rapidamente encontrá-lo quando o comandante desse ordens. Como relatado por Júlio César, as vezes, inclusive, o nome do comandante sob quem o soldado lutou era gravado.

## Outros usos
Em 27 a.C., ao retornar triunfante para Roma, Augusto (r. 27 a.C.–14 d.C.) seria agraciado com inúmeros presentes pelo senado, dentre eles a coroa cívica e o clípeo da virtude. Plínio, o Velho descreve o costume de ter o retrato do busto de um ancestral pintado ou esculpido sobre um clípeo para ser exibido num templo ou outro espaço público. Os retratos feitos sobre os clípeos chamar-se-iam "imagens em clípeo" (imagines clipeatae) e podiam ser baixo-relevos em um medalhão para exposição em sarcófagos ou em outros formas. Além disso, sabe-se mediante o relato de Vitrúvio que os clípeos também era utilizados para medir a temperatura das termas romanas.